# Łuki Parry’ego

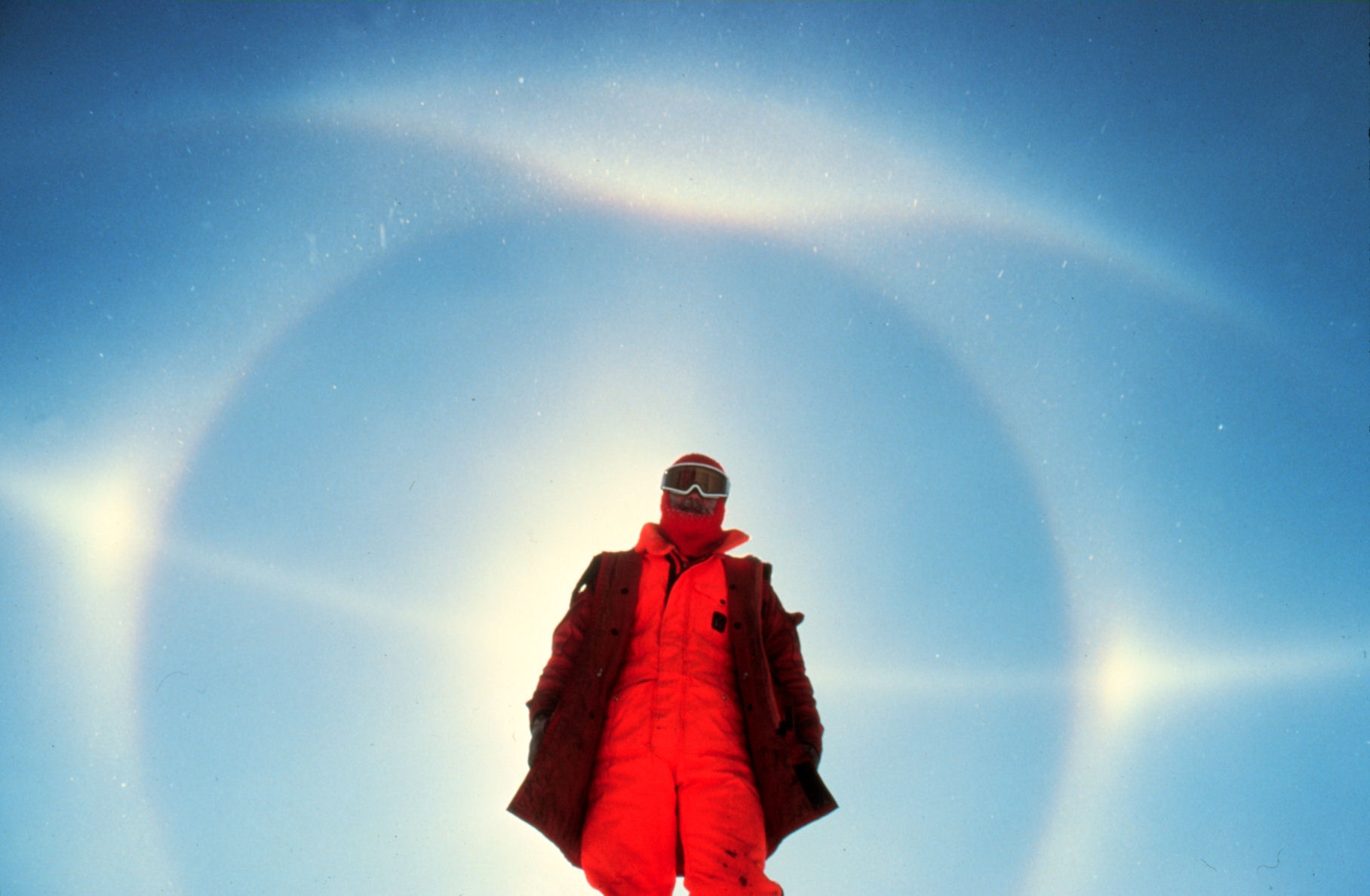
Złożone zjawisko optyczne: halo wokół słońca, słońca poboczne (parheliony), krąg parheliczny, górny łuk styczny i wklęsły łuk Parry’ego powyżej niego. Zdjęcie wykonano na biegunie południowym.

Łuki Parry’ego (ang. Parry Arcs) – intensyfikacja światła nad górną częścią 22-stopniowego halo. Łuki te pojawiają się nad oraz (rzadziej obserwowane) pod słońcem. Łuki Parry’ego mogą być różnych typów - wypukłe lub wklęsłe w stosunku do tarczy Słońca, zależnie od jego wysokości nad horyzontem.